# インド神話

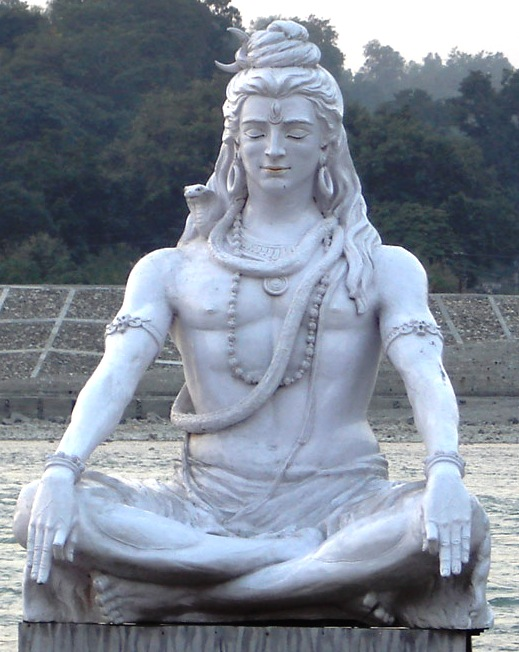
ヒンドゥー教の最高神の一柱、シヴァの石像

インド神話（インドしんわ）は、インドに伝わる神話であり、特にバラモン教、ヒンドゥー教、仏教に伝わるものを指す。成立時期や伝承者の層などによって様々な神話があるが、概ねヴェーダ神話がバラモン教に、叙事詩・プラーナ神話がヒンドゥー教に属し、ブラーフマナ・ウパニシャッド神話がその両者を繋ぐものと考えられている。
以下、ヴェーダ神話とブラーフマナ・ウパニシャッド神話、叙事詩・プラーナ神話の3つに大別して概説する。

## ヴェーダ神話

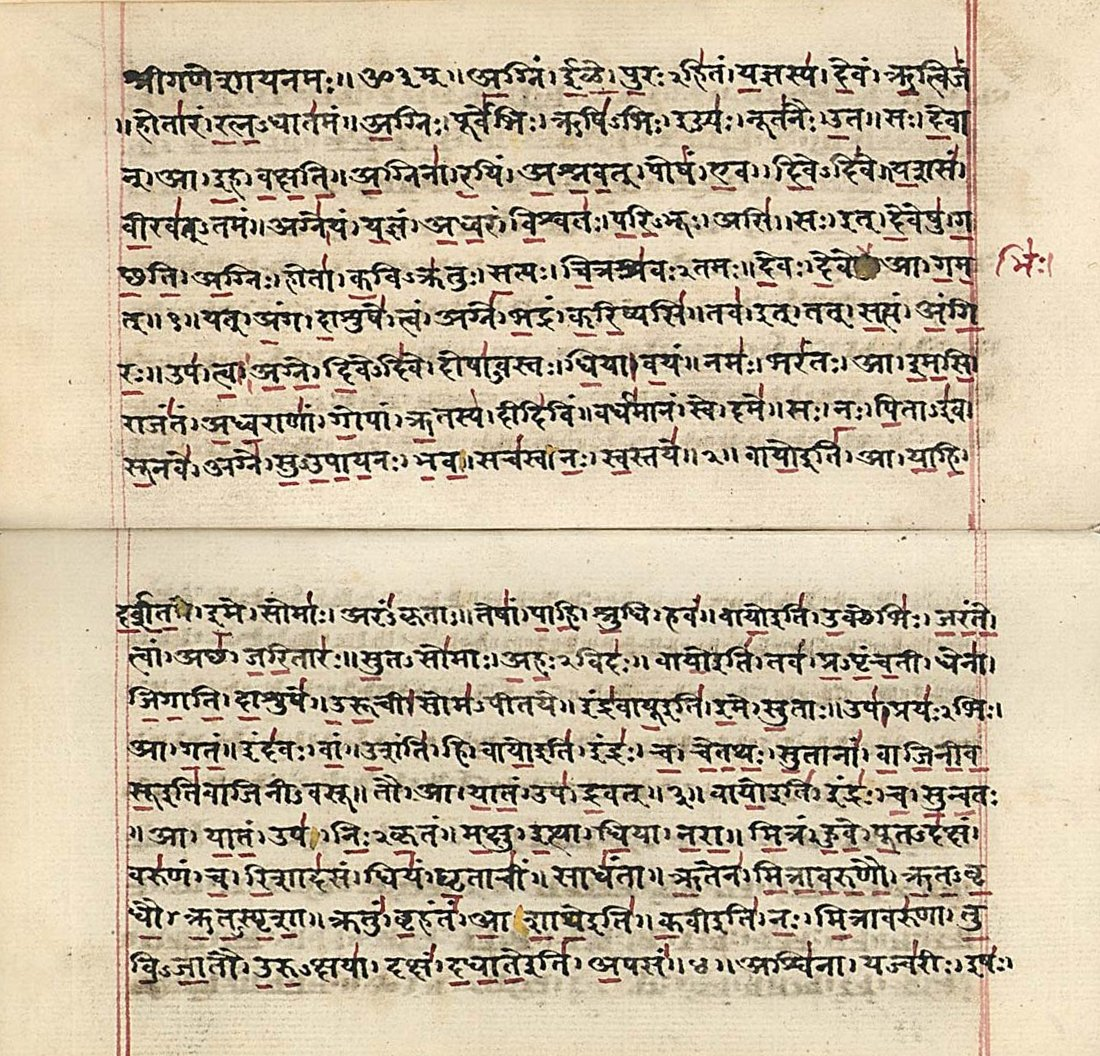
『リグ・ヴェーダ』（神々の讃歌）
古代インドの聖典であるヴェーダの1つ

読んで字の如くヴェーダ文献に基づく神話であり、アーリア人がインドに持ち込んだインド・ヨーロッパ語族共通時代に遡る古い自然神崇拝を中心とする。紀元前1500年頃から紀元前900年ごろに作られた最古のヴェーダ文献である『リグ・ヴェーダ』（神々の讃歌）には、未だ一貫した世界観を持つ神話は現れていない。
ヴェーダ神話の初期においては、神々はデーヴァ神族とアスラ神族とに分類されている。デーヴァは現世利益を司る神々とされ、人々から祭祀を受け、それと引き換えに恩恵をもたらす存在とされた。代表的なデーヴァは雷神インドラであり、実に『リグ・ヴェーダ』全讃歌の4分の1が彼を讃えるものである。
一方アスラは倫理と宇宙の法を司る神々で、恐るべき神通力と幻術を用いて人々に賞罰を下す者として畏怖された。代表的な神はヴァルナである。アスラは『リグ・ヴェーダ』初期においては必ずしも悪い意味で用いられなかったが、デーヴァ信仰が盛んになるにつれて信仰が衰えていった。さらに、ヴァルナをはじめ有力なアスラ神がデーヴァとされるようになり、遂に『リグ・ヴェーダ』の中でも末期に成立した部分では神々に敵対する悪魔を指すようになった。
『リグ・ヴェーダ』にはまた、若干の創造神話が見られる。創造神ブリハスパティ（Brahmanaspati）やヴィシュヴァカルマンによる万物創造を説く讃歌の他、創造神がヒラニヤ・ガルバ（黄金の胎児）として原初の水の中にはらまれて出現したとする説、神々が原人プルシャを犠牲として祭祀を行い世界を形成したという巨人解体神話などが説かれている。

## ブラーフマナ・ウパニシャッド神話
ブラーフマナ（祭儀書）文献とは、ヴェーダ本文であるサンヒター（本集）の注釈と祭儀の神学的意味を説明するもので、広義のヴェーダ文献の1つ。ここでは創造神プラジャーパティを最高神とし、彼による種々の創造神話が説かれている。しかし、しだいに世界の最高原理ブラフマンの重要性が認められるようになった。やがてブラフマンは人格神ブラフマーとして描かれ、彼による宇宙創造が説かれるようになった。
ブラーフマナ文献中にはまた、祭式の解釈と関連して、人祖マヌと大洪水神話、アスラの3つの砦を1本の矢で破壊する暴風神ルドラ（シヴァの前身）の説話など、かなりまとまった形の神話が散見され、後のヒンドゥー神話・文学に多大な影響を与えている。
ウパニシャッド（奥義書）も広義のヴェーダ文献の1つで、ヴェーダ文献の最後に成立した事からヴェーダーンタ（ヴェーダの末尾）ともいう。神秘的哲学を説くもので、特にアートマンとブラフマンの本質的同一性（梵我一如）を説く部分は、後のインド神話の世界観に大きな影響を与えた。

## 叙事詩・プラーナ神話

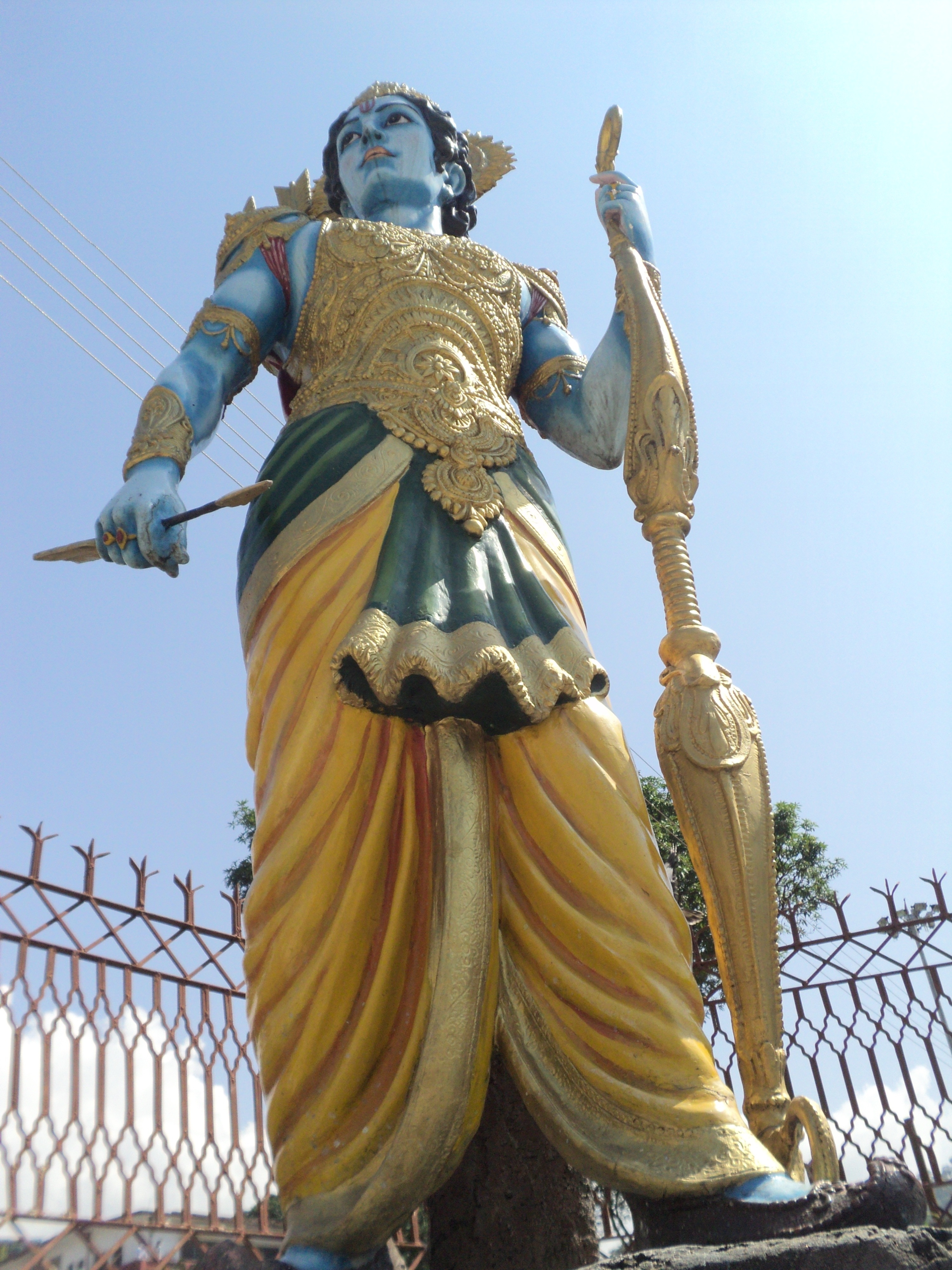
『ラーマーヤナ』の主人公ラーマ王子の像

ヒンドゥー教の神話のうち代表的な文献は、二大叙事詩『マハーバーラタ』と『ラーマーヤナ』である。『マハーバーラタ』は、18編約10万詩節よりなる大作である。バラタ族の内紛・大戦争を主筋とし、その間におびただしい神話・伝説が挿話として説かれている。一方『ラーマーヤナ』は7編2万4000詩節よりなり、ラーマ王子の冒険を主筋とする。『マハーバーラタ』よりは一貫した文学作品ではあるが、やはり主筋の間に多くの重要な神話・伝説を含んでいる。
この二大叙事詩は、いずれも400年頃に現在の形にまとめられたと推定されているが、その原形が成立したのはそれよりもはるか以前にさかのぼることは確実である。さらに後代になると、幾多のプラーナ（古伝）文献が作られた。これは百科全書的な文献であり、そのなかに多数の神話・伝説を含んでいる。二大叙事詩とプラーナ聖典の神話は今日に至るまで広く民衆に愛され、文学・芸術作品の題材とされてきた。
この時代の神話で最も重視されている神々は、創造神ブラフマー、維持神ヴィシュヌ、破壊神シヴァで、三神一体の最高神とされる。ブラフマーは、ブラーフマナ・ウパニシャッドでは宇宙の最高原理であったが、その抽象的な性格のせいか、庶民の間では広く信仰の対象とはならなかった。ヴィシュヌは『リグ・ヴェーダ』にも登場し、元来太陽の光照作用を神格化したものと考えられる。しかしこの時代の神話では世界の維持を司る神であり、また10の姿（ダシャーヴァターラ）に変身して世界を救う英雄神でもある。シヴァは『リグ・ヴェーダ』の暴風神ルドラを前身とする破壊神である。性器崇拝や黒魔術など非正統派の民間信仰と習合し、ヨーガの達人、舞踏神、魔物の王などの複雑な性格を持つに至った。

## インド神話の神々

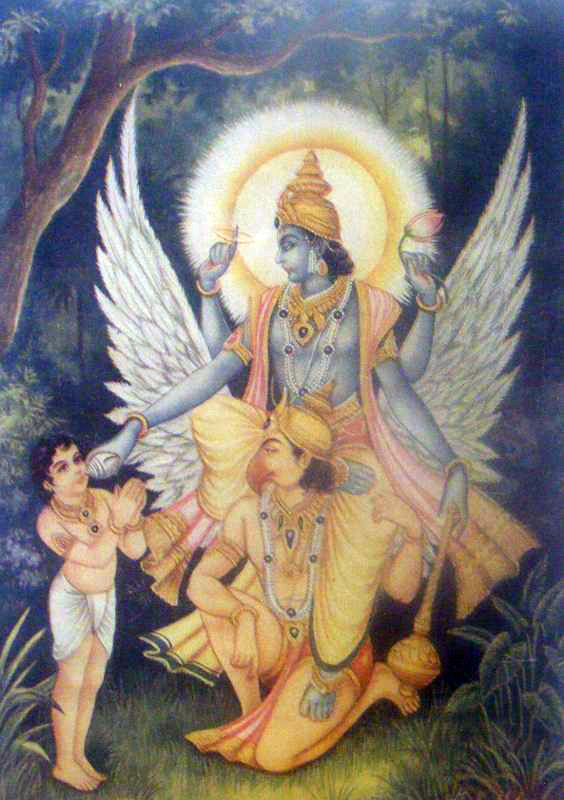
ガルダの上に乗るヴィシュヌ神

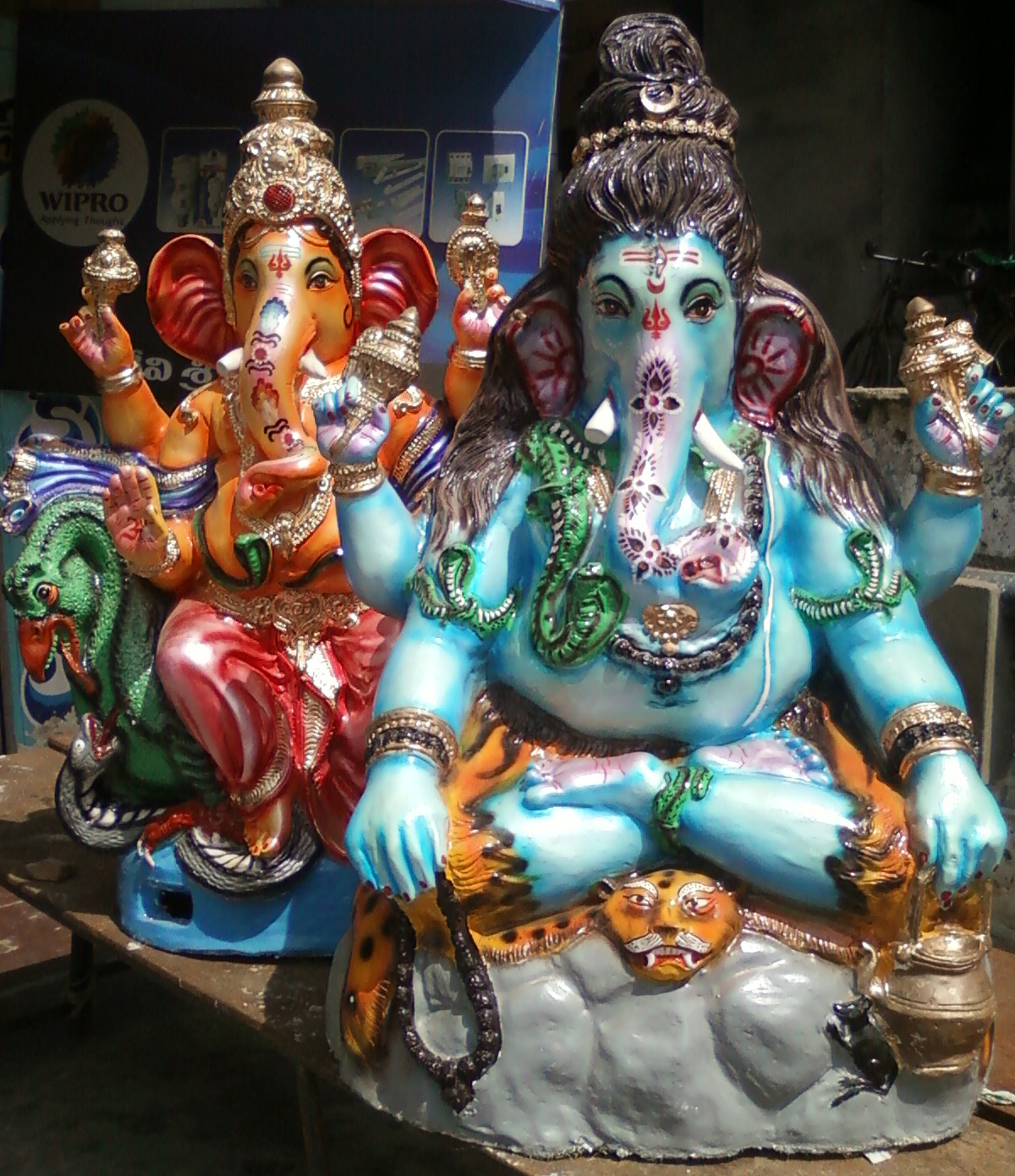
象頭神ガネーシャ

### ヴェーダ時代からの神々
- デーヴァ
  - アグニ
  - インドラ（帝釈天）
  - ウシャス
  - ソーマ
- スーリヤ
- アシュヴィン双神
- チャンドラ （英語版）
- ディヤウスとプリティヴィー
- トヴァシュトリ
- ラートリー
- リブ
- アーディティヤ神群（のちにインドラやヴィシュヌを含む12神とされる）
  - ミトラ
  - ヴァルナ
  - アリヤマン
- ヴァーユ
- ルドラ
- ヤマ
- アパーム・ナパート
- アスラ（本来は「主」を意味する語で、『リグ・ヴェーダ』ではミトラやヴァルナをこの名で呼んでいる箇所がある。後に神の敵とされた）
- ヴリトラ
- ピシャーチャ
- ローカパーラ

### ヒンドゥー教時代からの神々
- デーヴァ
  - ヴィシュヌ[注釈 2]
    - クリシュナ（黑天）

  - シヴァ
  - ブラフマー
  - カーマ
  - カーリー
  - ガンガー
  - サラスヴァティー[注釈 3]（弁天）
  - ドゥルガー
  - パールヴァティー
  - ラクシュミー
- アスラ
  - ヴィローチャナ
  - バーナースラ
  - マハーバリ
  - マヒシャ
  - マヤースラ
  - ジャランダラ
  - ヴェーパチッティ
- 動物神
  - ガネーシャ
  - ガルダ
  - ハヌマーン（大猿王）
- ラークシャサ（羅刹）
  - ラーヴァナ
  - インドラジット（メーガナーダ）
- ヤクシャ（夜叉）
  - クベーラ（毘沙門天）
  - ナラクーバラ（哪吒）
  - ハーリーティー（鬼子母神）
  - パーンチカ